# Svensgöl
Svensgöl är en ort i Karlskrona kommun.
En del av orten ingår i den av SCB definierade och namnsatta småorten Stengöl och del av Svensgöl.